# Lucio Titinio Pansa Sacco
Lucio Titinio Pansa Sacco (fl. V-IV secolo a.C.) è stato un politico e militare romano.

## Primo tribunato consolare
Nel 400 a.C. fu eletto tribuno consolare con Publio Manlio Vulsone, Publio Licinio Calvo Esquilino, Publio Melio Capitolino, Spurio Furio Medullino e Lucio Publilio Filone Volsco.
Publio Licinio fu il primo plebeo ad essere eletto alla massima magistratura romana.
Durante quell'anno Roma riconquistò Anxur ai Volsci.

## Secondo tribunato consolare
Nel 396 a.C. fu eletto tribuno consolare con Publio Licinio Calvo Esquilino, Publio Melio Capitolino, Gneo Genucio Augurino, Lucio Atilio Prisco e Quinto Manlio Vulsone Capitolino.
Mentre continuava l'assedio di Veio, Lucio Titinio e Gneo Genucio marciarono contro i Falisci ed i Capenati, ma furono da questi sorpresi in un'imboscata. Gneo Genucio morì combattendo, mentre Titino riuscì a riparare con i superstiti.
La notizia della rovina dell'esercito romano fece cadere Roma, ed i soldati che assediavano Veio, nel panico, tanto che alcuni di questi tornarono in città.
(Tito Livio, "Ab Urbe Condita", V, 2, 18)
Solo la nomina di Marco Furio Camillo a dittatore riuscì a riportare la calma in città e nell'esercito, che rinfrancato, fu artefice della caduta di Veio, dopo un decennale assedio.